# МБХ медиа
«МБХ ме́диа» — российское сетевое издание. Основано в декабре 2017 года Михаилом Ходорковским, закрыто 5 августа 2021 года.
«МБХ медиа» рассказывало об общественных и политических событиях в России и мире, особое внимание уделяя взаимоотношениям власти и общества. Среди форматов — новости, репортажи, аналитические статьи, трансляции, видео, подкасты, спецпроекты.
По данным мониторинговой компании «Медиалогия», в октябре 2019 года издание находилось на восьмом месте в ТОП-30 российских интернет-ресурсов по цитируемости в СМИ и на двадцатом — в ТОП-30 по цитируемости в соцсетях.

## История
Проект появился после блокировки Роскомнадзором 11 декабря 2017 года сайта «Открытая Россия» (openrussia.org). Спустя десять дней Михаил Ходорковский объявил о создании нового интернет-издания «МБХ медиа»: «Это новый сетевой ресурс, принадлежащий мне лично», — заявил Ходорковский. Издание возглавила Вероника Куцылло, ранее руководившая сайтом openrussia.org.

### Блокировки сайта
21 февраля 2018 года, спустя два месяца после начала работы, сайт «МБХ медиа» (http://mbk.media/) был заблокирован по требованию Генеральной прокуратуры Российской Федерации от 20 февраля 2018 года. В качестве причины блокировки была указана статья 15.3 Федерального закона «Об информации». Главный редактор «МБХ медиа» Вероника Куцылло заявила, что сайт внесен в реестр «без объявления войны»: «Ни Роскомнадзор, ни Генпрокуратура не объяснили причины. Никаких уведомлений в редакцию не поступало, никакий претензий ни к одному материалу РКН не высказывал».
22 февраля 2018 года Роскомнадзор прислал руководству «Яндекс. Дзен» уведомление о том, что платформа может быть заблокирована, если не удалит канал «МБХ медиа». Редакция «МБХ медиа» сообщила сервису «Яндекс. Дзен», что канал издания не содержит материалов, противоречащих закону. На следующий день пресс-служба «Яндекса» заявила: «Закон не обязывает сервис участвовать в процессе блокировки. Мы должны были уведомить владельца канала — мы это сделали, оснований для иных действий с нашей стороны мы не видим». Канал «МБХ медиа» на платформе «Яндекс.Дзен» не был заблокирован.
23 февраля 2018 года Ксения Собчак открыла доступ к зеркалу сайта «МБХ медиа» на сайте своей предвыборной кампании «Собчак против всех».
14 июня 2018 года Таганский районный суд Москвы отказался признать незаконной блокировку «МБХ медиа» по иску владельца издания Михаила Ходорковского.
6 октября 2018 года зеркало сайта «МБХ медиа» на сайте Ксении Собчак было заблокировано Роскомнадзором по старому требованию Генеральной прокуратуры от 20 февраля 2018 года.
8 октября 2018 года платформа «Яндекс. Дзен» ограничила выдачу материалов «МБХ медиа». Как пояснил в поступившем в редакцию письме представитель компании, это связано с материалами, в которых есть «детальные описания происшествий». Вероника Куцылло связала произошедшее с давлением на «Яндекс. Дзен».
«Очевидно, что «Яндекс.Дзен» ограничил выдачу нашего канала под давлением. Канал существует почти год, за это время ни разу у «Дзена» не было претензий к содержанию наших материалов. И вдруг резкое уменьшение выдачи происходит сутки спустя после очередной неправомерной блокировки сайта. Очень жаль — мы надеялись, что платформа «Дзена» не настолько управляема государством».Вероника Куцылло
1 ноября 2018 редакция «МБХ медиа» с нуля запустила новый сайт — http://mbk.news/ Уже 6 декабря 2018 года домен был заблокирован Роскомнадзором по все тому же февральскому решению Генеральной прокуратуры. Роскомнадзор счёл новый сайт зеркалом сайта http://mbk.media/, с которого ещё 18 октября 2018 года был удален весь контент, о чём сообщала заглушка с надписью «Здесь ничего нет». Адвокат Сергей Бадамшин заявил, что «сайт mbk.news не является зеркалом mbk.media, в чём может убедиться любой, имеющий глаза. Роскомнадзор даже не удосужился это проверить».
10 декабря 2018 года главный редактор издания Вероника Куцылло обратилась к главе Роскомнадзора Александру Жарову с открытым письмом. Куцылло подвергла критике блокировку сайта «МБХ медиа» в России и высказала беспокойство из-за предполагаемого давления на другие издания, а также заявила о развернутой кампании против сетевых изданий Meduza и The Insider, телеканала «Дождь» и «Новой газеты».
31 декабря 2018 года «Яндекс» заблокировал канал «МБХ медиа» на платформе «Яндекс. Дзен». В письме «Яндекс. Дзена» в редакцию «МБХ медиа» говорилось, что блокировка произведена по требованию Роскомнадзора. В тот же день, 31 декабря 2018 года Роскомнадзор разблокировал домен http://mbk.media/ (с надписью «Здесь ничего нет»).
11 февраля 2019 года Михаил Ходорковский подал в Таганский районный суд Москвы административный иск к Роскомнадзору из-за блокировки домена http://mbk.news/. По мнению Ходорковского, блокировка mbk.news является «незаконной и необоснованной». В новости на сайте «МБХ медиа» об этом было сказано: «Роскомнадзор называл домен mbk.news „зеркалом“ (чьим именно, не уточнялось), хотя сайт создан только 1 ноября 2018 года, ничьим зеркалом не является и не содержит никакой информации, распространяемой с нарушением закона». 5 марта Таганский суд Москвы отклонил иск.
С 2019 года интернет-издание «МБХ медиа» выходит на домене https://mbk-news.appspot.com/.
17 марта 2021 года Роскомнадзор потребовал от сервиса микроблоггинга Твиттер удалить аккаунт «МБХ медиа». По мнению ведомства, он распространяет материалы «Открытой России». Главный редактор «МБХ медиа» Вероника Куцылло считает, что это «не имеет никакого отношения к действительности». Ранее Роскомнадзор дал сервису Твиттер месяц на устранение нарушений, в противном случае пообещав его заблокировать.
5 августа 2021 года вместе с «Открытыми медиа» и «Правозащитой Открытки» объявило о закрытии из-за блокировки Роскомнадзором, который с подачи Генпрокуратуры обвинил их в статусе «информационного ресурса Open Russia Civic Movement, Open Russia», признанной нежелательной организацией в 2017 году.

### Увольнение журналистов в связи с домогательствами
В июле 2020 года некоторых российских журналистов в социальной сети Twitter обвинили в сексуальных домогательствах. Среди них были шеф-редактор «МБХ медиа» Сергей Простаков и фоторедактор «МБХ медиа» Андрей Золотов. Кроме того, редактор сетевого издания Лента.ру Виктория Кузьменко утверждает, что было групповое изнасилование на вечеринке в квартире Простакова, в котором Золотов участвовал (Золотов ответил, что такого не помнит), а Простаков за ним наблюдал (Простаков сообщил, что раскаивается и ходит к психотерапевту). Кроме того, о приставаниях на работе со стороны Простакова на условиях анонимности сообщила бывшая стажёрка редакции. А бывший бармен Анастасия Завьялова и журналистка Евгения Офицерова заявили о приставаниях в личном общении. После этого и Простаков, и Золотов уволились из «МБХ медиа». Главный редактор «МБХ медиа» Вероника Куцылло сообщила, что вечеринка произошла в 2014 году (до появления «МБХ медиа») и принесла извинения:

Я не знаю точно, что случилось шесть лет назад, я не знаю, кто в этом случившемся участвовал и не участвовал, но я как главный редактор несу моральную ответственность за действия или бездействие моих подчинённых, даже в то время, когда они моими подчинёнными не были. И тем более, в то время, когда уже были, — вчера же несколько журналисток обвинили Сергея Простакова в домогательствах и хамском поведении уже в период нашей с ним совместной работы. К сожалению, никто из девушек не обратился ко мне, и о претензиях к Сергею я узнала только вчера из соцсетей. Я понимаю, как тяжело в такой ситуации решиться на огласку, но, не зная о проблеме в коллективе, её невозможно устранить.
Как главный редактор «МБХ медиа» я приношу извинения всем, кого действия Сергея Простакова обидели, заставили страдать или причинили душевную боль. Я сделаю всё возможное, чтобы подобная ситуация у нас никогда не повторилась.

Сергей Простаков и наш бильдредактор Андрей Золотов, упоминавшийся в связи с той же вечеринкой 2014 года, заявили об уходе из «МБХ медиа». Я считаю эти решения правильными и единственно возможными в данной ситуации.

## Региональные проекты
В регионах «МБХ медиа» было представлено пятью корпунктами: Урал. МБХ медиа, Северо-запад. МБХ медиа, Сибирь. МБХ медиа, Юг. МБХ медиа, Волга. МБХ медиа.

## Премии
В 2018 году обозреватель «МБХ медиа» Зоя Светова стала лауреатом премии имени Сергея Магнитского.
В июне 2019 года репортаж «Московский Чернобыль: Юго-Восточная хорда на ядерном могильнике» от Марии Погребняк и Анастасии Кулагиной из «МБХ медиа» получил премию «Редколлегия», а в январе 2020 года эту премию получила Мария Запрометова за статью «Страна извинений: как чеченцы завели соцсети и стали преследовать друг друга за неподобающий контент».